# パーティーズ・オーヴァー
『パーティーズ・オーヴァー』(The Party's Over)はイギリスのシンセポップグループ、トーク・トークのデビューアルバム。1982年7月発売。プロデューサーはデュラン・デュランの最初の2枚のアルバムをプロデュースしたコリン・サーストンが担当した。全英21位、ニュージーランドでは8位を記録した。

## 収録曲
1. Talk Talk - 3:23
2. It's So Serious - 3:21
3. Today - 3:30
4. The Party's Over - 6:12
5. Hate - 3:58
6. Have You Heard the News? - 5:07
7. Mirror Man - 3:21
8. Another Word - 3:14
9. Candy - 4:41

## 参加ミュージシャン
- マーク・ホリス - ボーカル
- サイモン・ブレナー - キーボード
- ポール・ウェッブ - ベースギター
- リー・ハリス - ドラムス